# Macbeth (Verdi)
Pour les articles homonymes, voir Macbeth.
Versions successives
- 1865 en musique classique, traduction française par Nuitter et Beaumont

Représentations notables
- 1874 Teatro alla Scala, Milan

Personnages
- Duncan, roi d'Écosse (mime)
- Macbeth, général de l’armée de Duncan (baryton)
- Banquo, général de l’armée de Duncan (basse)
- Lady Macbeth, épouse de Macbeth (soprano dramatique)
- Suivante de Lady Macbeth (mezzo-soprano)
- Macduff, noble écossais seigneur de Fiff (ténor)
- Malcolm, fils de Duncan (ténor)
- Fléance, fils de Banquo (mime)
- Un domestique de Macbeth (mime)
- Un médecin (basse)
- Un sicaire (basse)
- Sorcières, messagers du roi, nobles et proscrits écossais, assassins, soldats anglais, bardes, esprits de l'air, apparitions (chœur)

Airs
- Vieni t'affretta - Lady Macbeth - Acte I, scène 5
- Or tutti, sorgete - Lady Macbeth - Acte I, scène 7
- La luce langue - Lady Macbeth - Acte II, scène 2
- O voluttà del soglio - Lady Macbeth - Acte II, scène 2
- Come dal ciel precipita - Banquo - Acte II, scène 4
- Si colmi il calice di vino - Lady Macbeth - Acte II, scène 5
- O lieto augurio - Macbeth - Acte III, scène 2
- Fuggi regal fantasima - Macbeth - Acte III, scène 2
- Ah, la paterna mano - Macduff - Acte IV, scène 1
- Una macchia è qui tuttora ! - Lady Macbeth - Acte IV, scène 4
- Pietà, rispetto, amore - Macbeth - Acte IV, scène 5

Macbeth est un opéra en quatre actes de Giuseppe Verdi, sur un livret de Francesco Maria Piave et Andrea Maffei, d’après la tragédie de William Shakespeare, représenté pour la première fois au Teatro della Pergola à Florence, le 14 mars 1847.

## Distribution lors de la création
Sources : Mille et un opéras
- Macbeth, général de l’armée de Duncan : Felice Varesi (baryton)
- Banquo, général de l’armée de Duncan : Nicola Benedetti (basse)
- Lady Macbeth, épouse de Macbeth : Marianna Barbieri-Nini (soprano)
- Suivante de Lady Macbeth : Faustina Piombanti (mezzo-soprano)
- Macduff, noble écossais seigneur de Fiff : Angelo Brunacci (ténor)
- Malcolm, fils de Duncan : Francesco Rossi (ténor)
- Un médecin : Giuseppe Romanelli (basse)
- Un sicaire : Giuseppe Bertini (basse)
- Orchestre et chœurs : Teatro della Pergola, Florence
- Maestro al cembalo : Giuseppe Verdi puis Pietro Romani
- Premier violon et directeur d’orchestre : Alamanno Biagi
- Décors : Giovanni Gianni
- Costumes : Odoardo Ciabatti

## Historique

### Réception
Macbeth avait été commandé pour le carnaval. Le théâtre dut ouvrir ses portes bien plus tôt que prévu et le public nombreux réserva un triomphe à cette œuvre.

### Versions successives
Deux autres versions suivirent, une en français à Paris le 19 avril 1865 et la version finale en italien à Milan le 28 janvier 1874.
L’opéra fut repris au Théâtre Lyrique de Paris en 1865 avec quelques modifications. Mais la majorité de la partition se trouvait déjà dans la version italienne. Les deux adjonctions les plus importantes sont celles de l’air La luce langue au IIe acte et du ballet au IIIe. Il n’était pas possible en effet de faire représenter un opéra à Paris sans un ballet. Cette version était naturellement en français, mais le public fut à cette occasion nettement moins séduit que le public florentin de la première création.
La version définitive de cette œuvre a été interprétée à la Scala de Milan en 1874.

## Argument
L’action se déroule au début du XIe siècle en Écosse, principalement au château de Macbeth. Au début de l'acte IV, la scène se situe sur la frontière entre l'Écosse et l'Angleterre.

### Acte I
Prélude (exposition des thèmes de l’introduction du IIIe acte et de la grande scène de somnambulisme du IVe).
Pendant un orage, dans un bois en Écosse, des sorcières se réunissent pour ourdir de sombres complots (Che faceste ?).
Elles entendent arriver Macbeth et Banquo, nobles écossais qui combattent pour leur roi Duncan, et décident de s’en prendre à Macbeth. Elles lui annoncent qu’il deviendra duc de Cawdor, puis roi d’Écosse, et que la descendance de Banquo règnera à son tour sur ce royaume.
Alors que lady Macbeth qui a reçu une lettre de son mari lui annonçant cela (nel dì della vittoria) s’en réjouit (or tutti sorgete), un messager arrive et lui annonce que le roi Duncan dormira dans son château. Elle convainc son mari de l’assassiner (oh donna mia) pour prendre sa place sur le trône, comme cela lui a été prédit.
Macbeth, après nombre d’hésitations (Mi si affaccia un pugnal !), passe à l’acte, mais en nourrit aussitôt de vifs remords. Sa femme tente de faire taire ce qu’elle considère comme de la lâcheté (Fatal mia donna !) au cours d’une sublime scène à deux.
Mais la cour se réveille et elle est horrifiée de ce qui s’est produit (Schiudi, inferno).

### Acte II
Macbeth est roi, mais il confie ses craintes à sa femme (Perchè mi sfuggi) de devoir encore verser le sang, celui de Banquo, qui soupçonne la vérité, et de ses fils.
Lady Macbeth ne s’en horrifie pas et laisse éclater sa joie, une fois seule, d’être enfin reine (La luce langue). Elle ne reculera devant aucun crime pour parvenir à ses fins.
Dans un bois, Banquo est avec son fils Fléance et lui confie ses craintes face à l’avenir (Come dal ciel). Un groupe d’assassins envoyé par Macbeth se jette sur eux. Banquo meurt, mais son fils parvient à se sauver.
Une salle de banquet du palais de Macbeth. Une réception est donnée et les convives sont joyeux. Lady Macbeth met tout le monde de bonne humeur (Si colmi il calice), jusqu’à ce que son mari, assailli par ses remords, voit apparaître à lui le spectre de Banquo (Di voi chi ciò fece ?). Il devient comme fou et surprend l’assemblée. Lorsque cela lui arrive une seconde fois (Va, spirto d'abisso !...), les invités se posent des questions et deviennent soupçonneux envers lui (Biechi arcani !...).

### Acte III
La caverne des sorcières. Elles préparent toutes sortes de philtres magiques pour Macbeth (Tre volte miagola la gatta).
Macbeth arrive, il désire obtenir des réponses à ses angoisses auprès des sorcières (Finchè appelli). Elles lui font voir différents spectres censés l’aider. Le premier lui dit de se méfier de Macduff, puis une série de huit rois paraît à ses yeux, tous descendants de Banquo (Fuggi, regal fantasima). On lui affirme d’autre part qu’il n’a rien à craindre de tout homme né d’une femme (Esser puoi sanguinario) et tant que la forêt de Birnam n’avancera pas vers Dusinan (Glorioso, invincibil sarai). Macbeth s’évanouit et, lorsqu’il revient à lui, sa femme est à ses côtés (Vi trovo alfin !). Il lui raconte ce qu’il a vu et ils décident alors de se venger de Macduff qui a fui en Angleterre.

### Acte IV
En Angleterre. Les proscrits écossais  sont réunis et se lamentent sur leur patrie qui souffre (Patria oppressa !). Macduff surtout est éploré, sa femme et ses enfants qu’il avait laissés en partant ont été massacrés par Macbeth. Il jure de se venger (O figli, o figli miei !… Ah, la paterna mano). Survient Malcolm, le fils de Duncan, qui escorte l’armée du roi d’Angleterre venue à son secours. Ensemble, ils décident de marcher contre le tyran (La patria tradita).
Grande scène de somnambulisme. Lady Macbeth, assaillie à son tour par les remords d’avoir fait tant de mal, exprime sa douleur au milieu de son sommeil (Una macchia è qui tuttora...).
Macbeth rage en voyant arriver contre lui les Anglais alliés aux Écossais, mais il refuse de céder, persuadé qu’il n’a rien à craindre d’eux (Perfidi ! All'anglo contro me v'unite !). Lorsqu’il apprend la mort de sa femme, après la scène de somnambulisme, il demeure presque indifférent, assuré que la vie ne vaut rien (La vita... che importa ?...).
Mais ses guerriers lui apprennent que la forêt de Birnam avance (les Anglais ont pris des branches de la forêt pour se cacher). Lorsque Macduff entre pour se venger de Macbeth, il lui apprend qu’il a été arraché du sein maternel avant de naître. Il tue Macbeth.
L’opéra se conclut par un chœur final de réjouissance (Vittoria !...).
Ainsi, le librettiste de Verdi a gardé l’essentiel de la pièce de Shakespeare, avec l’assassinat de Duncan (Ier acte), l’apparition de Banquo (IIe acte), la grande scène des apparitions (IIIe acte), et la scène de somnambulisme (IVe acte). Verdi comptait particulièrement sur la scène des apparitions du IIIe acte pour créer une forte impression sur le public.

## Analyse
Pour installer une ambiance mystérieuse et angoissante, Verdi n’a dû laisser aucun temps mort dans la musique, de bout en bout, elle est pensée de manière à impliquer le spectateur dans un état particulier, que ni une histoire d’amour ni un événement heureux ne peuvent rompre. Et c’est le tour de force qu’il réussit, comme plus tard Poulenc dans son Dialogues des Carmélites. On note même une gradation de l’intensité dramatique.
Le cas de Lady Macbeth est significatif. Elle dispose de quatre arias ou cabalettes durant toute l’œuvre. Le premier (Vieni t'affretta !… or tutti sorgete) est un air vocalisant et conventionnel d’entrée qui sert à présenter le personnage et à mettre le public en train. Le deuxième (La luce langue) est un air beaucoup plus court, plus sobre peut-être, du moins son début, et le troisième, la chanson à boire du IIe acte (Si colmi il calice) se rapproche beaucoup du premier air. Il sert à se positionner par contraste à la scène d’apparition du spectre de Banquo. Le dernier air est la longue scène de somnambulisme (Una macchia è qui tuttora...), qui la présente débarrassée de tout artifice, de toute vocalise (différent en cela de la célèbre scène de folie de Lucia di Lammermoor de Donizetti), et même le contre-ré bémol final ne semble pas dépareiller, mais seulement marquer la fin des espoirs et illusions de Lady Macbeth. Le rôle de Lady Macbeth est donc très lourd vocalement, car la cantatrice qui le chante doit avoir une excellent colorature, même dans l’aigu, au premier acte, et des qualités de soprano dramatique au IVe, dans la scène de somnambulisme, qui est essentiellement écrite pour elle dans le médium-grave, avec le contre-ré bémol final. Sa tessiture est donc étendue.
De même, l’air de Macbeth au IVe acte (Pietà, rispetto, amore) est empreint d’un calme et d’une douleur toute romantique. Le duo du premier acte (Fatal mia donna !) et la scène d’apparition de Banquo (Di voi chi ciò fece ?) vont dans le même sens que la scène de somnambulisme.
L’opéra tout entier exprime un désir de nouveauté, de recherche, pour que l’effet désiré soit en parfaite harmonie avec le texte. Les deux points culminants de cette entreprise sont le duo du Ier acte et la grande scène de somnambulisme, qui semblent se répondre par symétrie d’un bout à l’autre de l’opéra. Verdi a par conséquent employé les grands moyens, quitte à choquer ou à décevoir.
Le choix de la voix de Lady Macbeth est significatif. Il paraît que Verdi aurait refusé la cantatrice Eugenia Tadolini pour le rôle sous prétexte qu’elle chantait trop bien, et qu’il voulait une cantatrice « qui ne chantât absolument pas »[réf. nécessaire]. Cet opéra ouvre à la voie aux œuvres de pleine maturité de Verdi, à partir de Rigoletto (1851).

## Commentaire

### Shakespeare et le romantisme
C’est la première fois que Verdi s’inspire du dramaturge anglais et il devait y revenir avec Otello, Falstaff et Re Lear inachevé. C’est au cours des « années de galère », comme Verdi les a nommées lui-même, que Macbeth naquit. Ces années marquent la période durant laquelle il dut se battre pour s’imposer sur la scène lyrique italienne. Ainsi, de 1839 à 1851, il écrivit 14 opéras, dont Macbeth est le dixième, et certainement avec Nabucco (quoique dans un autre style) le chef-d’œuvre.
Inspiré de l’univers baroque shakespearien, le sujet de Macbeth a tout pour plaire à un compositeur romantique comme Verdi. Ce sont en effet les scènes de sorcières, d’hallucination, de grotesque mêlé de grandeur, de désillusion qui ont marqué les grandes œuvres romantiques. Le théâtre de Shakespeare connaissait par conséquent une très grande vogue au début du XIXe siècle, un grand renouveau. Le choix de Shakespeare n’est donc pas étonnant en lui-même. La seule nouveauté pour un opéra romantique est l’absence notable des histoires d’amour, malheureuses en général, qui peuplent les œuvres de cette époque.
À l’image de la pièce originale, l’opéra est d’une grande noirceur dans son sujet et dans son écriture. Le désespoir et les désillusions vont croissant et culminent dans la remarque de Macbeth au IVe acte : 
La vita... che importa ?...
È il racconto d'un povero idiota ;
Vento e suono che nulla dinota !
Remarque directement inspirée des vers célèbres de Shakespeare :
Out, out, brief candle !
Life's but a poor player
That struts and frets his hour upon the stage,
And then is heard no more ;
It is a tale Told by an idiot,
Full of sound and fury
Signifying nothing.
(Éteins-toi court flambeau ! / La vie n’est qu’un pauvre acteur / Qui s’agite et se pavane durant son heure sur la scène, / Et puis qu’on n’entend plus ; / C’est un conte dit par un idiot, / Plein de fracas et de furie / Et qui ne veut rien dire.)

### Le pessimisme
Ces vers pessimistes pèsent sur toute l’œuvre comme une chape de plomb. En effet, il n’y a que très peu de moments où le spectateur peut souffler et sourire un peu, il n’y a guère en réalité que l’air du Ier acte et la chanson de Lady Macbeth du IIe acte. La morale semble absente de cette œuvre et la conclusion heureuse de l’opéra peut n’être qu’une apparence.
En effet, il semble se dégager deux thèmes principaux dans le livret : celui de la quête du pouvoir (de l’ambition) et celui des apparences. Apparences : les prédictions des sorcières qui ont dit la vérité à Macbeth de sorte qu’il se fourvoie (la forêt se déplacera), et qu’il prenne tout au premier degré. Apparence le bonheur que donne le pouvoir, apparence la valeur de la vie, et apparence la joie du final. Il semble que seul le couple Macbeth a compris ce que c’est que le pouvoir, ce que c’est que la vie (un pauvre acteur…), et le jeune roi qui lui succède ne le sait pas (c’est ce que Roman Polanski a signifié à la fin de son film Macbeth, lorsqu’on voit le jeune roi aller au-devant des sorcières comme Macbeth lui-même au début du film). L’homme se ferait manipuler par une sorte de destin méchant qui le fait sombrer toujours plus profondément. L’instant de la mort est pour Macbeth celui de la vérité.

### Discographie sélective

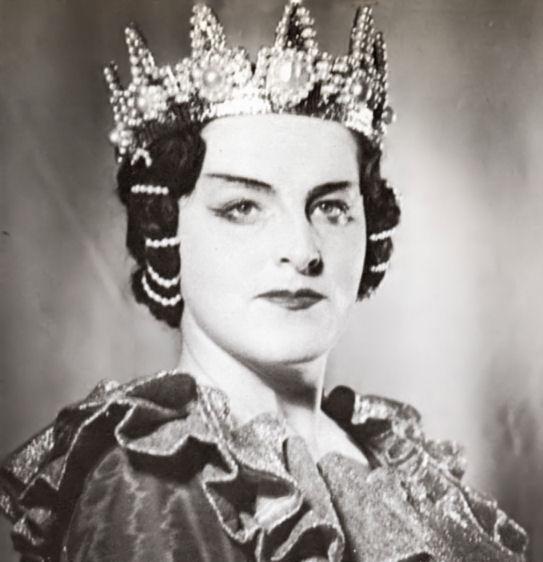
Birgit Nilsson, Lady Macbeth, en 1947

- 1952 : Victor de Sabata (dir.), Enzo Mascherini, Maria Callas, Gino Penno, Italo Tajo, Chœurs et orchestre de La Scala de Milan, EMI (enregistrement live)
- 1959 : Erich Leinsdorf (dir.), Leonard Warren, Leonie Rysanek, Carlo Bergonzi, Jerome Hines, Chœurs et orchestre du Metropolitan Opera, RCA Victor
- 1964 : Thomas Schippers (dir.), Giuseppe Taddei, Birgit Nilsson, Bruno Prevedi, Giovanni Foiani, Chœurs et orchestre de l'Académie Sainte-Cécile de Rome, Decca
- 1971 : Lamberto Gardelli (dir.), Dietrich Fischer-Dieskau, Elena Souliotis, Luciano Pavarotti, Nicolai Ghiaurov - Ambrosian Opera Chorus, London Philharmonic Orchestra, Decca
- 1976 : Claudio Abbado (dir.), Piero Cappuccilli, Shirley Verrett, Placido Domingo, Nicolai Ghiaurov - Chœurs et orchestre de la Scala de Milan, Deutsche Grammophon (version classée n°1 par la Tribune des critiques de disques sur France Musique en octobre 2024).
- 1976 : Riccardo Muti (dir.), Sherrill Milnes, Fiorenza Cossotto, José Carreras, Ruggero Raimondi, Ambrosian Opera Chorus, New Philharmonia Ochestra, EMI
- 1984 : Giuseppe Sinopoli (dir.), Renato Bruson, Maria Zampieri, Neil Shicoff, Robert Lloyd, Chœurs et orchestre de l'Opéra de Berlin, Philips Classics